# مانگابی شکم‌طلایی
مانگابی شکم‌طلایی (نام علمی: Cercocebus chrysogaster) نام یک گونه از زیرخانواده دم‌درازیان است. این گونه در جنوب رودخانه کنگو واقع در جمهوری دموکراتیک کنگو یافت می‌شود.
اطلاعات کمی درباره آنها هست و رفتار آن تنها در اسارت مورد مطالعه قرار گرفته است.